# Wieprz
Pour les articles homonymes, voir Wieprz (homonymie).
Le Wieprz est une rivière du centre-est de la Pologne, affluent de rive droite du fleuve la Vistule.

## Géographie
Ce cours d'eau a une longueur de 348,9 km et son bassin hydrographique couvre une superficie de 10 415 km2. 
Il prend sa source dans la région de Tomaszów Lubelski et conflue avec la Vistule à Dęblin, à 50 km au sud-est de Varsovie.
Sont arrosées par le Wieprz, les villes suivantes de Szczebrzeszyn, Krasnystaw, Lubartów,  Dęblin.

## Affluents
Ses principaux affluents sont :
- la Bystrzyca ;
- la Tyśmienica.